# 海里格·馮·科赫
尼尔斯·法比安·海里格·冯·科赫（瑞典語：Niels Fabian Helge von Koch，1870年1月25日—1924年3月11日）是一位瑞典数学家。著名的科赫雪花，最早被描述出来的曲线之一，就是以他的名字命名的。

## 生平
1870年出生于一个瑞典贵族家庭。他的祖父尼勒斯·萨穆埃尔·冯·科赫（Nils Samuel von Koch）（1801年-1881年）曾担任瑞典的司法大臣（Justitiekanslern）。他的父亲理查德·沃格特·冯·科赫（Richert Vogt von Koch）（1838年–1913年）是瑞典皇家近卫骑兵团的中校。冯·科赫在1887年被新成立不久的斯德哥尔摩大学录取，在哥斯塔·米塔-列夫勒（Gösta Mittag-Leffler）的指导下学习。由于斯德哥尔摩大学当时尚未获得颁发学位的许可，1888年他又就读于乌普萨拉大学，并其后在此处获得文学士学位。1892年他在乌普萨拉大学获得了哲学博士学位。1905年，他被在斯德哥尔摩的皇家工学院任命为数学教授，接任伊瓦尔·本迪克森（Ivar Bendixson）。接下来又在1911年成为斯德哥尔摩大学的纯数学教授。
冯·科赫写过多篇关于数论的论文。其中一个研究成果是他在1901年证明的一个定理，说明了黎曼猜想等价于素数定理的一个条件更强的形式。
在他1904年的一篇论文“关于一个可由基本几何方法构造出的，无切线的连续曲线”（原文的法文标题为：“Sur une courbe continue sans tangente, obtenue par une construction géométrique élémentaire”）中，他描述了科赫曲线的构造方法。